# The Squaire
50°03′11″ пн. ш. 8°34′11″ сх. д. / 50.052930555556° пн. ш. 8.5698527777778° сх. д.
The Squaire — офісна будівля у Франкфурті, Німеччина. 
Була побудована у 2006 — 2011 роках над існуючою залізничною станцією поблизу аеропорту Франкфурт. 
Будівля має довжину 660 м, ширину 65 м, висоту 45 м, дев'ять поверхів. 
З загальною площею 140 000 м² це найбільша офісна будівля в Німеччині. 

Його розміри та конструкція роблять його горизонтальним хмарочосом. 
Будівля безпосередньо сполучена з терміналом 1 аеропорту Франкфурта пішохідним коридором.

## Назва

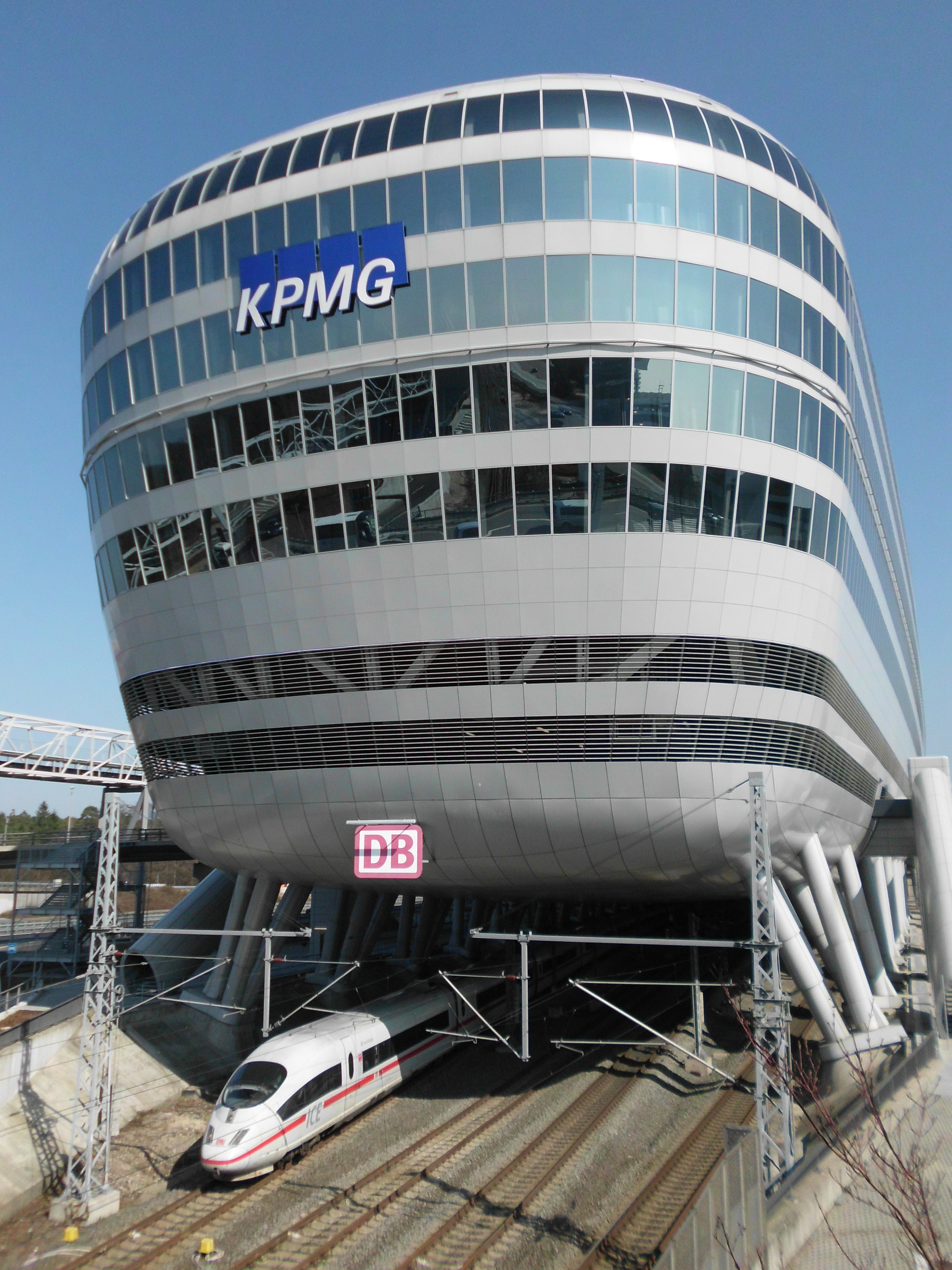
ICE 3 від'їжджає на захід

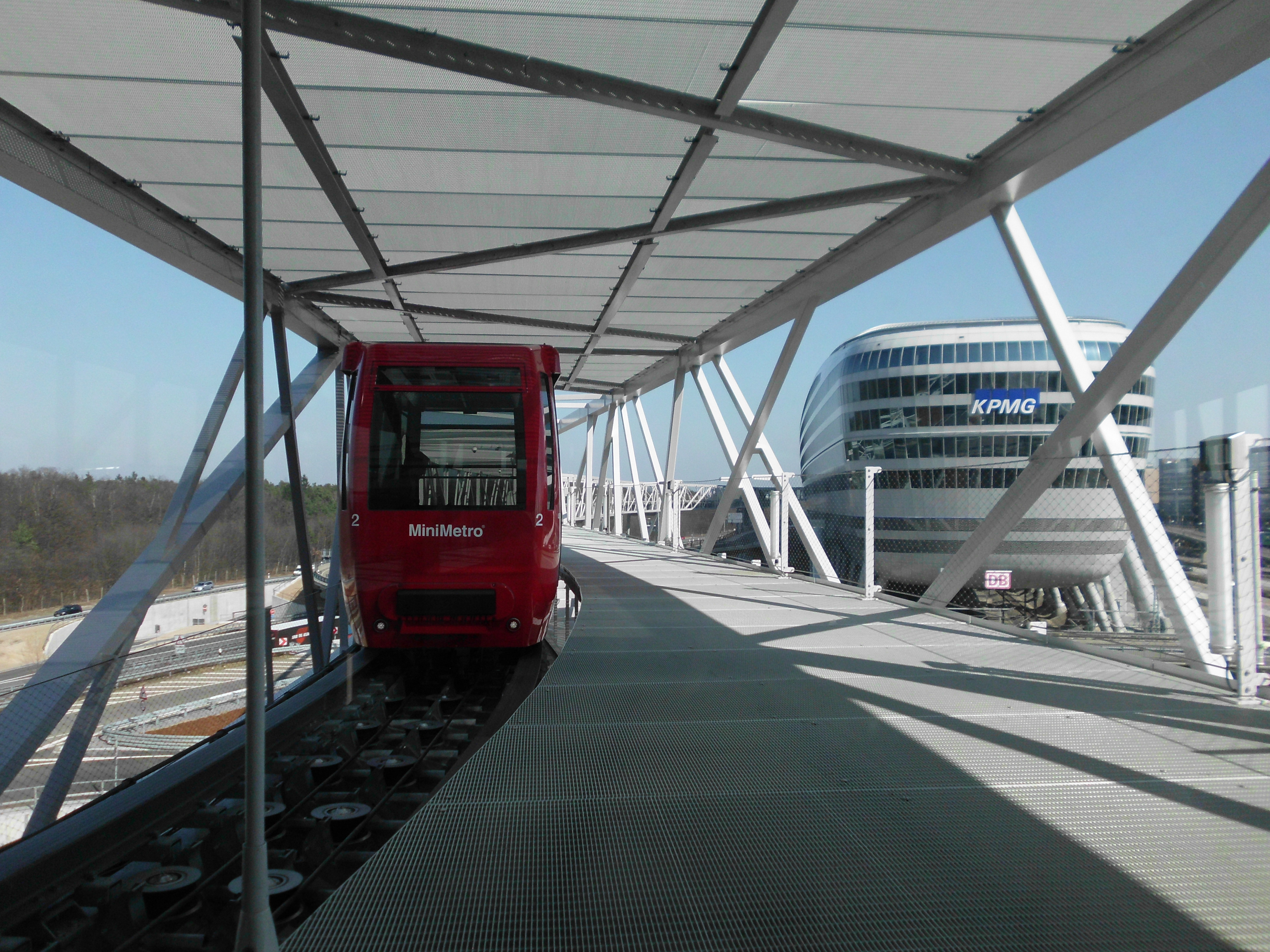
MiniMetro — піплмувер, на багатоповерховій автостоянці

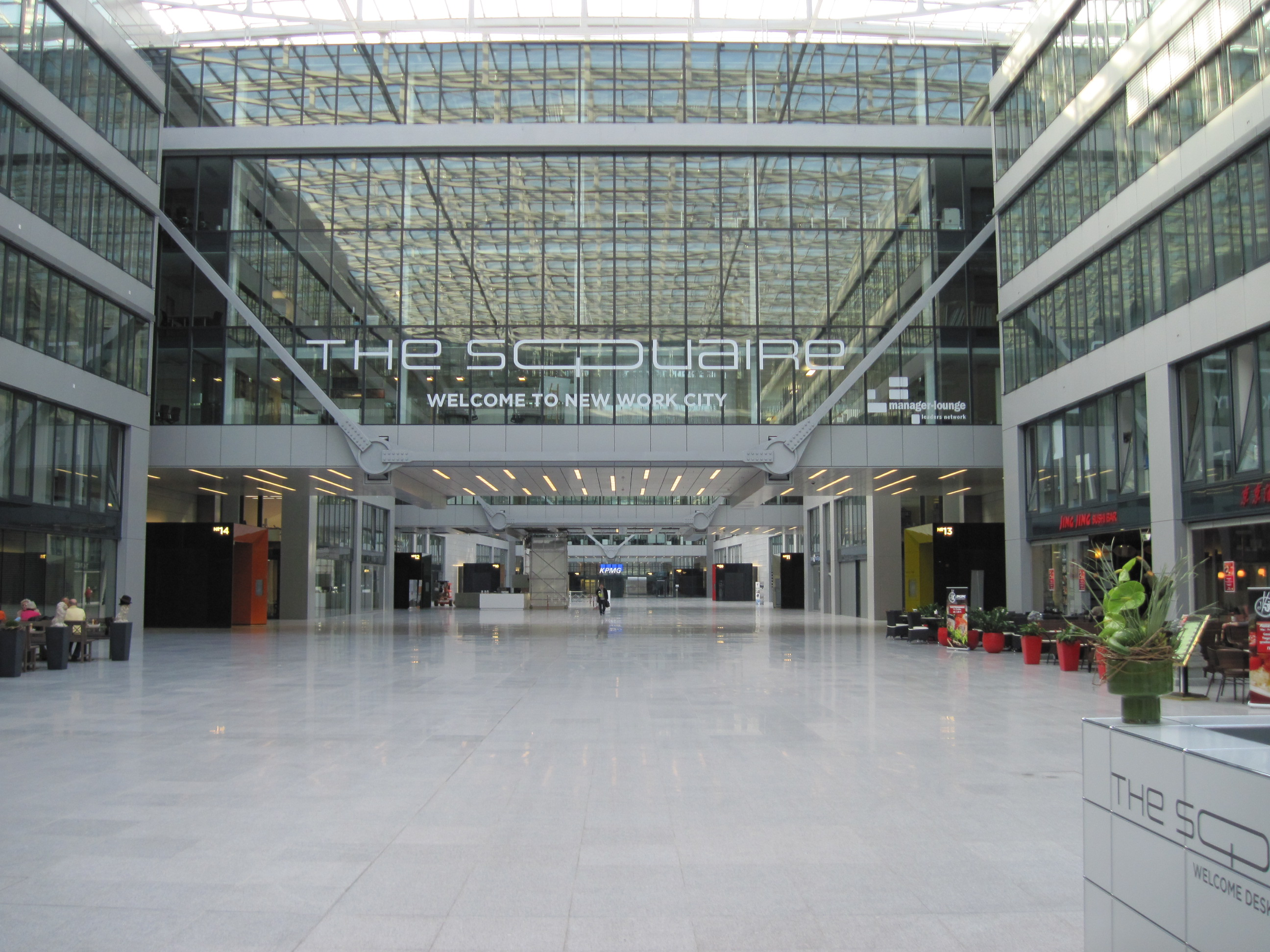
Усередині The Squaire

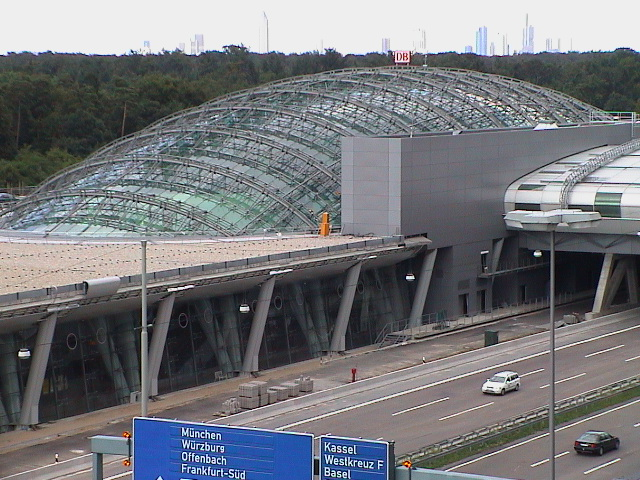
Залізнична станція до того, як The Squaire була побудована згори (2000)

Термін Squaire є портманто слів square (квадрат) та air (повітря).
Назва була оголошена в червні 2010 року. 
Початкова назва проекту – Airrail Center Frankfurt. 
Термін Airrail є складним словом air (повітря) та rail (залізниця).

## Розташування та сполучення
The Squaire розташована між двома автомагістралями, Bundesautobahn 3 і бундесштрасе 43, неподалік від однієї з найбільш часто використовуваної розв'язки Європи — Frankfurter Kreuz. 
Будівля має прямий доступ до залізничної станції під будівлею, з 210 щоденними сполученнями поїздів далекого прямування, з яких 185 є поїздами ICE. 
Сполучний міст забезпечує доступ до терміналів аеропорту, а також до регіональної станції аеропорту Франкфурта.
The Squaire сполучена з багатоповерховою автостоянкою на заході піплмувером Skylink Minimetro.

## Історія
Коли Deutsche Bahn оголосив про плани побудувати швидкісне залізничне сполучення між Кельном і Франкфуртом (Високошвидкісна залізниця Кельн — Франкфурт), він запланував другу залізничну станцію в аеропорту Франкфурта, оскільки було зрозуміло, що існуюча залізнична станція не зможе обслуговувати прогнозований трафік. 
Будівельні роботи щодо нової залізничної станції неподалік від території аеропорту розпочалися в 1995 році та були завершені в 1999 році. 
Зі скляним куполом з гори він був розроблений, щоб дозволити пізніше побудувати офісну будівлю.
Підготовчі роботи по будівництву офісної будівлі розпочалися в листопаді 2006 року за проектом франкфуртської архітектурної фірми JSK. 

Головним інвестором проекту є IVG Immobilien AG у Бонні.
Через відсутність потенційних орендарів плани були відкладені на кілька років до 2006 року, коли будівництво будівлі, яка тоді називалася Airrail Center Frankfurt, почалося з оголошеним днем відкриття у 2010 році. 
Перший камінь у фундамент було закладено 1 березня 2007 року. 

Запланована вартість будівництва склала 660 мільйонів євро. 
Проблеми з будівельною компанією та використання поганої будівельної сталі, імпортованої з Китаю, яку потрібно було замінити, збільшили витрати до 1 мільярда євро. У червні 2010 року назву було змінено на The Squaire. 
Заселення основних орендарів відбувалося по секціях, починаючи з квітня 2011 року, до грудня 2011 року.

## Орендарі
Бухгалтерська фірма KPMG, два готелі Hilton і Lufthansa займають приміщення у The Squaire. 
KPMG орендувала 40 000 м² офісних приміщень із 2150 співробітниками. 
У східній частині знаходяться два готелі Hilton: Hilton Garden Inn Frankfurt Airport

на 334 номери та Hilton Frankfurt Airport на 249 номерів загальною площею 34 500 м². 
Lufthansa орендувала 18 500 м², і до весни 2012 року туди переїхали 1 000 її співробітників. 
Під медичний центр відведено 3 600 м². 
Під ресторани та крамниці відведено 5900 м².